# Hedysarum iomuticum
Hedysarum iomuticum är en ärtväxtart som beskrevs av Boris Fedtjenko. Hedysarum iomuticum ingår i släktet buskväpplingar, och familjen ärtväxter. Inga underarter finns listade i Catalogue of Life.